# ذي تورك

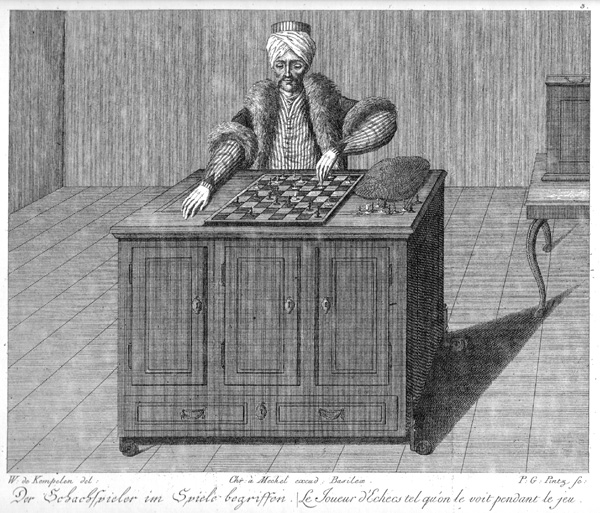
نقش للتركي في كتاب كارل غوتليب فون فينديش عام 1784، المعنون: منطق الجماد Inanimate Reason.

التورك أو التركي أو التركي الميكانيكي أو الأوتوماتون لاعب الشطرنج (بالإنجليزية: The Turk)‏ (بالألمانية: Schachtürke، "التركي لاعب الشطرنج") (بالمجرية: A Török)‏ كان آلة خادعة تلعب الشطرنج، بـُني في القرن 18. من 1770 حتى دمره حريق في 1854، عرضه مُلّاكه العديدون كآلة ذاتية التشغيل، بالرغم من أنه شـُرح في مطلع عقد 1820 على أنه خدعة معقدة، بناه وأظهره للناس في 1770 فولفغانغ فون كيمبلين (1734–1804) ليبهر الإمبراطورة ماريا تيريزا، الآلي بدا قادراً على لعب مباراة شطرنج قوية ضد خصومه البشريين، كما كان قادراً على أداء جولة حصان الشطرنج، وهي أحجية تتطلب من اللاعب أن يحرك الحصان ليحتل كل مربع في رقعة الشطرنج مرة واحدة فقط.
وقد كان 《التركي》 في الواقع خدعة ميكانيكية أتاح للاعب شطرنج آدمي متمكن من الاختباء داخله ليـُشغـِّل الماكينة. وبمشغل ماهر، فاز 《التركي الآلي》 في معظم المباريات التي لعبها أثناء عروضه في أرجاء أوروبا والأمريكتين طوال 84 عاماً، لاعَب وهزم العديد من المتحدين ومنهم رجال دولة أعلام مثل نابليون بونابرت وبنجامين فرانكلين. وبالرغم من أن كثيرين شكوا في وجود مشغل آدمي داخله، إلا أن الخدعة كـُشِف عنها لأول مرة فقط في عقد 1820 من قِبل اللندني روبرت وليس.

## الإنشاء

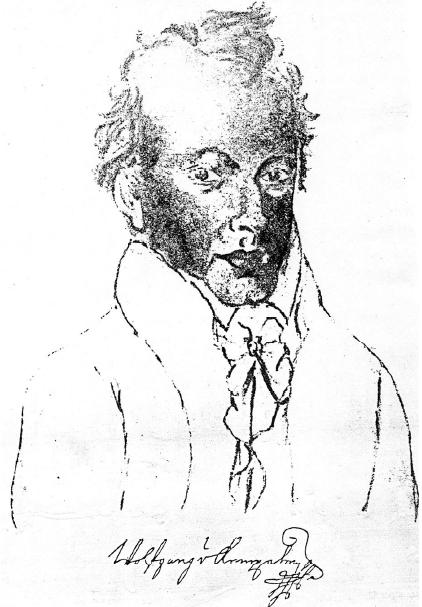
بورتريه ذاتي بالفحم مـُوَقـَّع من كمپلن، الذي أنشأ التركي الآلي.

اُلهِم كمبلن بفكرة التركي الآلي بعد زيارته بلاط ماريا تيريزا النمساوية في قصر شونبرون، حيث كان فرانسوا بلتييه يؤدي عروضاً خداعية. وقد أدى حوار بعد ذلك العرض إلى وعد من كمبلن لأن يعود إلى القصر باختراع سيفوق تلك الخدع.

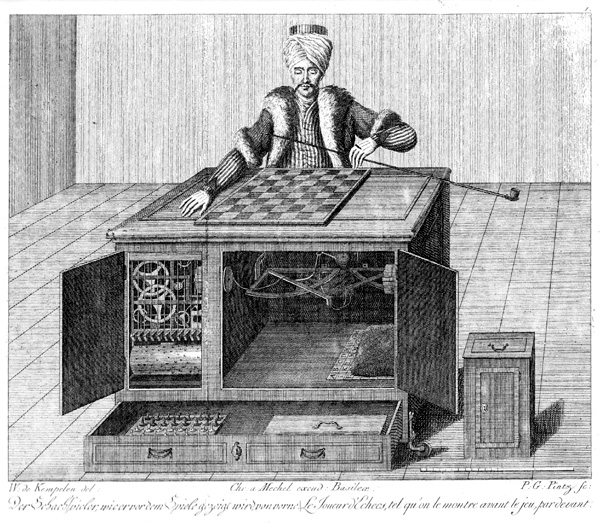
نقش نحاسي للتركي الآلي، يظهر الخزانة المفتوحة والأجزاء المتحركة. لاحظ المسطرة في يمين أسفل الصورة، التي تسهل تخيل أبعاد الأوتوماتون. وقد كان كمبلن نقاشاً ماهراً وربما كان من قام برسم هذه الصورة بنفسه.

كانت نتيجة التحدي هو لاعب شطرنج آلي ذاتي التشغيل، المعروف في العصر الحديث باسم 《التركي》. يتكون الجهاز من نموذج بالحجم الطبيعي لرأس الإنسان والجذع، مع لحية سوداء وعيون رمادية، ويرتدي الزي التركي التقليدي وعمامة، بحسب الصحفي والمؤلف توم ستانديج، "ساحر شرقي". احتفظ بذراعه الأيسر بأنبوب تدخين تركي طويل" أثناء الراحة، بينما تكمن اليمنى في أعلى الخزانة الكبيرة طوله حوالي ثلاثة أقدام ونصف القدم (110 سم)، العرض قدمين (60 سم)، الارتفاع قدمين ونصف القدم (75 سم). وضعت على جزئها العلوي رقعة شطرنج، والتي قياسها ثمانية عشر بوصة مربعة. يتألف الجزء الأمامي من الخزانة من ثلاثة أبواب، فتحة، ودرج يمكن فتحه لإخراج مجموعة شطرنج عاجية باللونين الأحمر والأبيض.

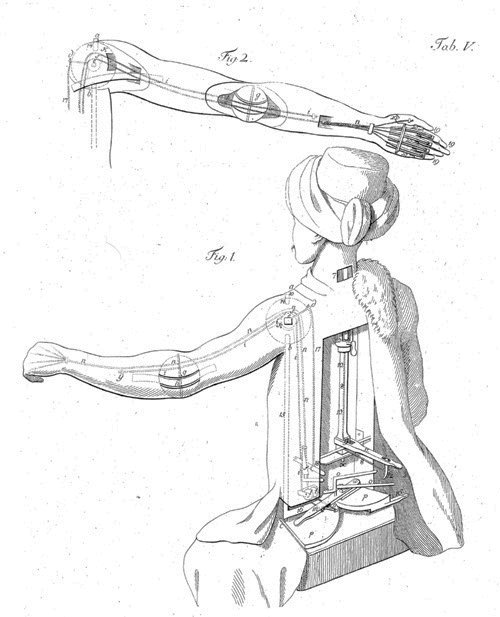
توضيح لتفاصيل النموذج. الأجزاء المختلفة كان يحركها إنسان من خلال روافع وماكينات داخلية. قياسات هذا النموذج المشوهة مبنية على حسابات راكنيتس، تُظهر تصميماً مستحيلاً بالمقارنة بالأبعاد الفعلية للماكينة.

أحشاء الماكينة كانت بالغة التعقيد ومصممة لتضلل من يراقبونها. وحين تُفتح من اليسار، فإن الأبواب الأمامية للخزانة تكشف عن عدد من التروس والتعشيقات مماثلة لآلية الساعة. تم تصميم القسم بحيث إذا كانت الأبواب الخلفية للخزانة مفتوحة في نفس الوقت الذي يمكن للمرء رؤيته من خلال الماكينة. الجانب الآخر من الخزانة لم يكن يضم آلات؛ بدلاً من ذلك كان يحتوي على وسادة حمراء وبعض الأجزاء القابلة للإزالة، فضلاً عن الهياكل النحاسية. تم تصميم هذه المنطقة أيضًا لتوفير خط رؤية واضح من خلال الماكينة. تحت رداء النموذج التركي، تم إخفاء بابين آخرين. هذه أيضاً تعرض الآلات وتقدم وجهة نظر مماثلة دون عائق من خلال الجهاز. يسمح التصميم لمقدم الجهاز بفتح كل باب متاح للجمهور، للحفاظ على الوهم.
كوسيلة أخرى للتوجيه الخاطئ، جاء التركي بصندوق صغير يشبه التابوت الذي يضعه مقدم البرامج في أعلى الخزانة. بينما لم يستخدم يوهان نيبوموك مالزل، وهو مالك لاحق للجهاز، الصندوق، كمبلن غالبًا ما ينظر إلى الصندوق أثناء اللعب، مما يشير إلى أن الصندوق يتحكم في بعض جوانب الماكينة. أعتقد البعض أن لدى الصندوق قوة خارقة للطبيعة، حيث كتب كارل غوتليب فون وينديش في كتابه «العقل الباطن» الذي صدر عام 1784 أن «سيدة عجوز، على وجه الخصوص، التي لم تنس الحكايات كانت قد قيل لها في شبابها... ذهبت وأختبأت في مقعد نافذة، بعيدًا عن الروح الشريرة التي أعتقدت بأنها تسكن الآلة.»
كما أحتوت المقصورة الداخلية على لوحة شطرنج متصلة بسلسلة من الروافع على طراز المنساخ والتي تتحكم في ذراع النموذج الأيسر. تحرك المؤشر المعدني على المنساخ على رقعة الشطرنج الداخلية، وفي نفس الوقت تحرك الذراع التركي على رقعة الشطرنج على الخزانة. سمح نطاق الحركة للمدير بتحريك ذراع التركي صعوداً وهبوطاً، وتحويل الرافعة سيفتح ويغلق يد التركي، مما يسمح له بفهم القطع على اللوحة. كل هذا كان مرئيًا للمخرج باستخدام شمعة بسيطة، كان بها نظام تهوية من خلال النموذج

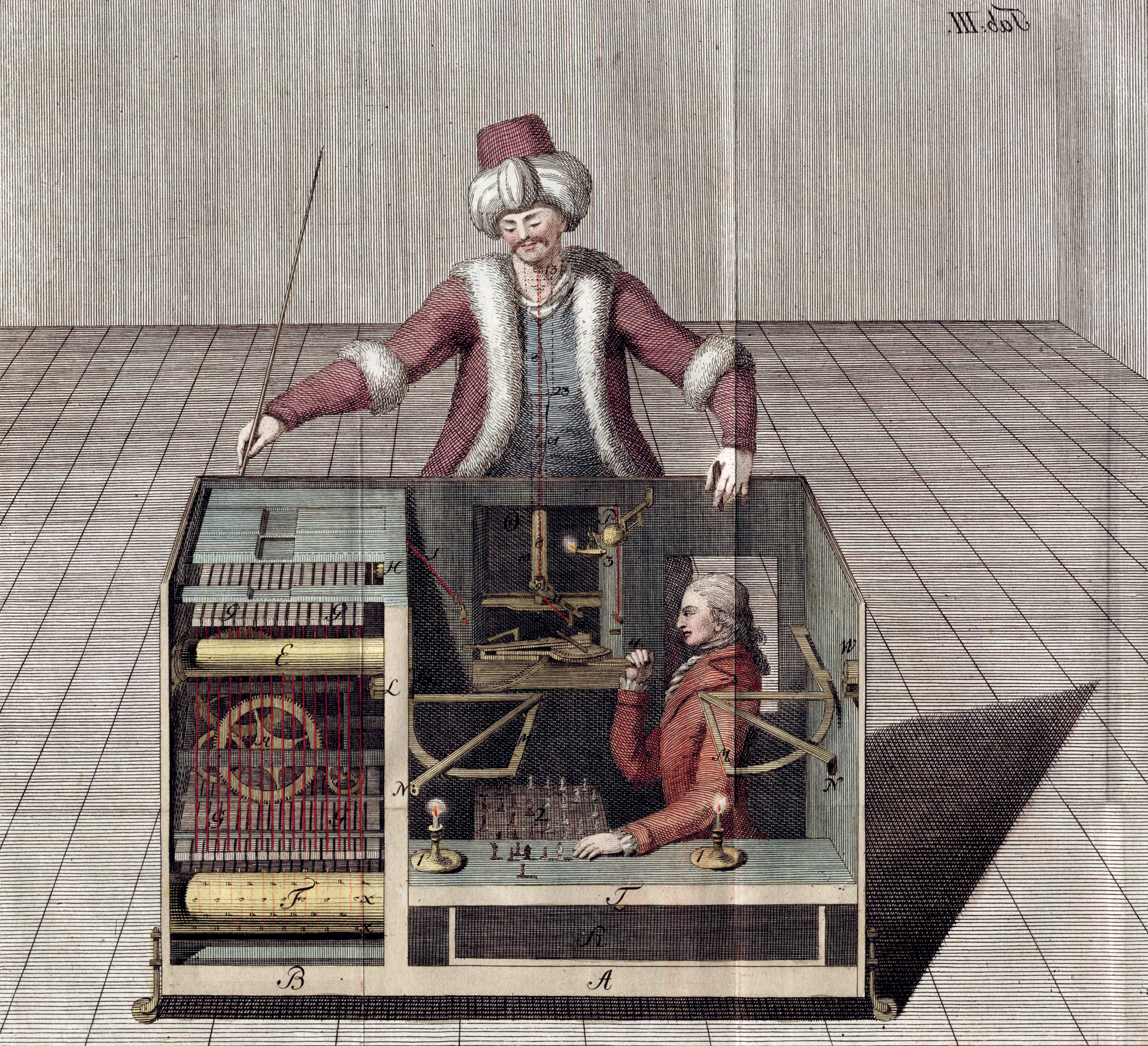
مقطع عرضي في التركي الآلي من راكنيتس، يُظهر كيف تخيل وضع جلوس الإنسان داخله أثناء لعبه ضد منافسه. وقد كان راكنيتس مخطئاً في كل من وضع الإنسان المشغـِّل وأبعاد الآلية.

 تقوم أجزاء أخرى من الآلات بأصدار صوت كالساعة تصدر عندما يقوم التركي بتحريك قطعة، إضافة إلى للآلية الوهمية، يمكن للتركي أن يقوم بتعبيرات الوجه المختلفة. تمت إضافة صندوق صوتي بعد أستحواذ مالتسيل على التركي، مما يسمح للآلة بالقول "Échec!" (الفرنسية "check") خلال اللعبة.

مسألة الحصان، كما حلها التركي. تتيح الحلقة المغلقة التي يتم تشكيلها إكمال الجولة من أي نقطة بداية على اللوحة.

## مالتسل والآلة
بعد وفاة كمبلن، ظل التركي بدون عروض لبعض الوقت حتى 1808 عندما قرر ابن كمبلن بيعه إلى يوهان نبوموك مالتسل، الموسيقي البافاري المولع بالآلات والأجهزة. وكان مالتسل، الذي شملت نجاحاته تسجيل براءات الأختراع شكل من أشكال المترونوم كان قد حاول شراء التركي مرة من قبل، قبل وفاة كمبلن. وقد فشلت المحاولة الأولى، وذلك بسبب السعر المرتفع الذي طلبه كمبلن، فقد طلب 20.000 فرنك، ولكن نجل كمبلن باع الجهاز بنصف هذا المبلغ إلى مالتسل.
وفور الحصول على التركي، كان على مالتسل أن يتعلم أسراره واجراء بعض التصليحات للحصول عليه مرة أخرى يعمل كسابق عهده. وكان هدفه المعلن هو جعل التركي تحديا كبيراً. وبينما أستغرق الأنتهاء من هذا الهدف عشر سنوات، فقد أستمر التركي في الظهور في العديد من المرات، وكان على الأخص مع نابليون بونابرت.
وفي عام 1809، وصل نابليون الأول في فرنسا في قصر شونبرون للتنافس مع التركي الآلي.
ووفقاً لتقرير شاهد عيان، أتخذ مالتسل المسؤولية عن بناء الجهاز أثناء التحضير للعبة، وكان التركي (يوهان الجاير) قد حيا بونابرت قبل بداية المباراة.
وقد نشرت تفاصيل المباراة على مر السنين في العديد من المصادر، وكثير منهم متناقض. حسب رواية برادلي إيوارت، إنه من المعتقد بأن التركي، وبونابرت جلسا إلى مائدتي شطرنج منفصلتين. وكانت مائدة بونابرت محاطة بحبل مشدود، ولم يكن مسموحاً له بالعبور إلى منطقة التركي وكان مالتسل يعبر ذهاباً وعودة، كي يسمح برؤية واضحة للمتفرجين والشهود. وفي حركة مفاجئة، أخذ بونابرت باللعبة الأولى المقررة للتركي، كالمعتاد؛ ولكن مالتسل سمح للعب بالإستمرار. وبعد وقت وجيز لعب بونابرت لعبة غير قانونية. وحينها أدرك التركي تلك الخطوة، أعاد القطعة إلى مكانها الأصلي وأستمر في اللعب. وحاول بونابرت هذه الخطوة غير القانونية للمرة الثانية، واستجاب التركي بإزالة جزء من اللوحة تماماً وأخذ دوره. حاول بونابرت النقلة الخاطئة مرة ثالثة، ولكن التركي أجاب بان لوح بذراعه مطيحاً بكل القطع من على طاولة اللعب. وكان الأمر لبونابرت مسلياً، وبعد ذلك لعب لعبة حقيقية مع الآلة، وأستكمل خطوات حاسمة على مدى 19 خطوة قبل أن يضع ملكه جلالة الملك خطوة الإستسلام. وقيلت روايات عديدة من القصة التي تشمل أستياء بونابرت من خسارته أمام الآلة، ولعب مع التركي مرة أخرى في وقت لاحق، ولعب مباراة واحدة مع المغناطيس على الطاولة. ولعب مباراة مع شال حول رأس وجسم التركي وذلك في محاولة لحجب رؤيته.
بعد إعادة الشراء .

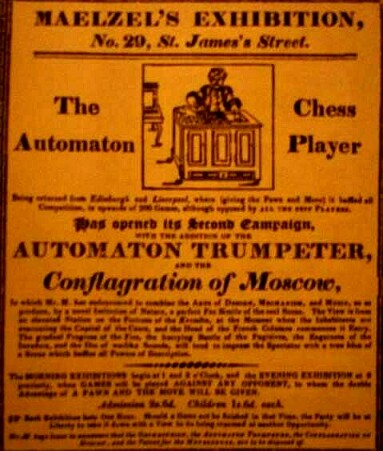
اعلان عن ظهور مالتسل مع التركي الآلي في لندن

جلب مالتسيل التركي عائداً إلى باريس حيث أدى عدداً من العروض لدى كثير من المشاهير من لاعبى الشطرنج في كافيه دي لا ريجينسي. وبقى ماتسل في باريس مع الآلة حتى عام 1818, حيث إنتقل إلى لندن وأدى العديد من العروض، وكانت بين التركي وعديد من آلات الشطرنج الأخرى. وفي لندن، مالتسل وآلته إستقطبا العديد من وسائل الإعلام والصحف، واستمر في تحسين الآلة، وفي نهاية المطاف قام بتثبيت مربع في الجهاز يصدر صوتا حتى يتمكن من قول "échec!" عندما يوضع لاعب في وضع (كش ملك).

## الأعوام الأخيرة وما بعدها
مع عودة السفينة التي توفي ملتسل على متنها، آلت مختلف ماكيناته، بما فيها التركي الآلي إلى صديقه، رجل الأعمال جون أول. وقد حاول أن يبيع التركي الآلي في مزاد، ولكن تدني السعر المعروض جعله يشتريه هو نفسه بأربعمائة دولار. فقط حين تقدم إليه جون كيرسلي متشل من فيلادلفيا، وكان الطبيب الشخصي لإدغار ألان بو وكان معجباً بالتركي الآلي، قام أول ببيع التركي الآلي له. شكـّل متشل نادي لترميم الأشياء القديمة وبدأ في اصلاح التركي الآلي بغرض اقامة عروض عامة له، وقد أنتهى من اصلاحه في 1840. وفاق الأهتمام بالتركي المكان، فأختار متشل والنادي بأن يتبرعوا بالماكينة إلى المتحف الصيني الذي كان يملكه تشارلز ويلسون بيل. وبينما كان التركي الآلي يظهر في عروض عامة بين الفينة والأخرى، فقد أودع في ركن بالمتحف وسقط في النسيان حتى 5 يوليو 1854، حين شب حريق في المسرح الوطني في فيلادلفيا ووصل للمتحف ودمر التركي. أعتقد متشل بأنه سمع "وسط اللهيب... آخر كلمات صديقنا الراحل، همس بحزم، مكرر، 'كش ملك echec! كش ملك echec!!

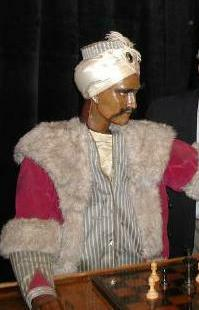
التركي، الذي أعاد تجميعه جون غوغان

جون غوغان، صانع الآلات الأمريكي للسحرة، الذي كان يعيش في لوس أنجلس، أنفق 120,000 دولار في بناء نسخته من ماكينة كمبلن على مدى خمس سنوات، بدءاً من 1984. تستخدم الآلة رقعة الشطرنج الأصلية، التي تم تخزينها بشكل منفصل عن التركي الأصلي ولم تدمر في النار. أول عرض علني لتركي غوغان كان في نوفمبر 1989 في تاريخ المؤتمرات السحرية. تم تقديم الماكينة بشكل كبير حيث قدم كمبلن النسخة الأصلية، إلا أنها يتم التحكم فيها الآن بواسطة جهاز كمبيوتر.

## كشف السر
في حين أن العديد من الكتب والمقالات كتبت خلال فترة حياة التركي حول كيفية عمله، إلا أن معظمها كان غير دقيق، مما أدى إلى أستنتاجات غير صحيحة من المراقبة الخارجية.
لم يكن حتى ظهرت سلسلة مقالات الدكتور سيلاس ميتشل للشطرنج الشهري أن كشف السرية بالكامل. كتب ميتشل، نجل المالك الخاص الأخير للتركي، أنه «لم يُحفظ أي سر على الإطلاق كما كان التركي، فقد خمنت، في جزء منه، مرات عديدة، لا أحد من التفسيرات العديدة ... حل هذا اللغز المسلي». عندما تمت خسارة التركي في الحريق في وقت نشر هذا المنشور، شعر سيلاس ميتشل بأنه «لم يعد هناك أي سبب للأختفائه عن هواة الشطرنج، حو حل هذا اللغز القديم».
تم عرض أهم سيرة ذاتية عن لاعب الشطرنج وملتسل في كتاب مؤتمر الشطرنج الأمريكي الأول، الذي نشره دانيال ويلارد فيسك في عام 1857. وقد كتب البروفيسور جورج آلن من فيلادلفيا رسالة إلى ويليام لويس، أحد المشغلين السابقين لآلة الشطرنج، «لاعب-الشطرنج الأوتومان في أمريكا».
في عام 1859، كشفت رسالة نشرتها صحيفة «فيلادلفيا ديلي صندايش» لصحيفة «ويليام إف. كومر»، التي عملت كمشغل تحت قيادة جون ميتشل، عن قطعة أخرى من السر: شمعة داخل الخزانة. أدت سلسلة من الأنابيب من المصباح إلى عمامة التركي للتهوية. سيكون الدخان المتصاعد من العمامة متخفياً من الدخان القادم من الشمعدانات الأخرى في المنطقة التي لعبت فيها اللعبة.
في وقت لاحق من عام 1859، ظهرت مقالة غير معترف بها في ليتلس ليفينغ أيج التي زعمت بأن قصة التركي من الساحر الفرنسي جان يوجين روبرت-هودين. كان هذا مليئًا بالأخطاء التي تراوحت بين تواريخ الأحداث وقصة الضابط البولندي الذي تم بتر ساقيه، ولكن أنتهى به الأمر إلى أن تم إنقاذهم بواسطة كمبلن وتم تهريبهم إلى روسيا داخل الماكينة.
لم تظهر مقالة جديدة عن التركي حتى عام 1899، عندما نشرت مجلة الشطرنج الأمريكية رواية عن مباراة التركي مع نابليون بونابرت. كانت القصة أساسًا مراجعة للحسابات السابقة، ولن يظهر حساب أساسي منشور حتى عام 1947، عندما نشرت مجلة تشيس ريفيو مقالات كتبها كينيث هاركنيس وجاك سترالي باتيل التي بلغت تاريخًا شاملاً ووصفًا للتركي، مكتملة بمخططات جديدة المعلومات المركبة من المنشورات السابقة. مقالة أخرى كتبت في عام 1960 عن التراث الأمريكي من قبل ارنست فيتنبرغ قدمت رسومات بيانية جديدة تصف كيفية عمل المشغل داخل الخزانة.
في منشور هنري أ. ديفيدسون عام 1945 «تاريخ قصير للشطرنج»، تم إعطاء وزن كبير لمقال بو الذي أقترح خطأ بأن اللاعب جلس داخل شخصية التركي، بدلاً من مقعد متحرك داخل الخزانة. قد يحدث خطأ مشابه في كتاب أليكس ج. بيل لعام 1978 «الآلة لاعبة الشطرنج»، والذي أكد زوراً بأن «المشغل كان فتى مدربًا (أو بالغًا صغيرًا جدًا) تابع أتجاهات لاعب الشطرنج الذي كان مخبأ في مكان آخر على المسرح أو في المسرح ...»
تم نشر المزيد من الكتب حول التركي في نهاية القرن العشرين. جنباً إلى جنب مع كتاب بيل، ركز تشارلز مايكل كارول في كتاب «آلة الشطرنج العظمى» (1975) أكثر على دراسة التركي. ناقش كتاب برادلي ايوارت الشطرنج: الرجل ضد الآلة (1980) التركي فضلاً عن غيرها من الآلات المزعومة التي تلعب الشطرنج.
لم يكن الأمر كذلك حتى إنشاء نظام ديب بلو، وهي محاولة من IBM لجهاز كمبيوتر يمكن أن يتحدى أفضل اللاعبين في العالم، وزاد هذا الأهتمام مرة أخرى، وتم نشر كتابين آخرين: كتاب جيرالد م. ليفيت التركي، آلة الشطرنج (2000)، وكتاب توم ستانداج التركي: الحياة والأوقات من آلة لعب الشطرنج الشهيرة في القرن الثامن عشر، نُشرت عام 2002. أستُخدم التركي كتجسيد لديب بلو في فيلم وثائقي بعنوان أنتهت اللعبة: كاسبروف والألة.

## الثقافة الشعبية

### التقليد

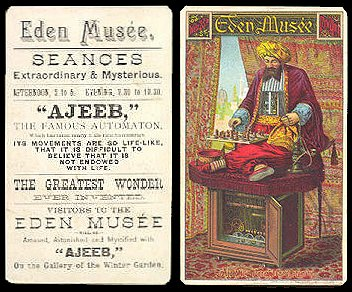
اعلان عن عرض عجيب Ajeeb، يتضمن رسم لشكله. «عجيب» كان تقليداً للتركي الآلي.

بسبب شعبية وغموض التركي الآلي، فقد ألهم إنشاؤه العديد من الأختراعات والتقليدات، بما فيهم عجيب، أو «المصري،» وهو تقليد أمريكي بناه تشارلز هبر لعب ضده الرئيس الأمريكي جروفر كليفلاند في 1885، ومفيستو، الماكينة التي وصفها أصحابها بأنها «أشهر» ماكينة في العالم، ولا يـُعرَف الكثير عنها.

### الماكينات الآلية
التركي زاره في لندن القس إدموند كارترايت في 1784. الذي أثاره أهتمام التركي من قبل بأنه سوف يتساءل فيما بعد عما إذا كان "من الأصعب بناء آلة تنسج من الآلة التي يجب عليها القيام بجميع الحركات المتنوعة المطلوبة في تلك اللعبة المعقدة". ستقوم "كارترايت ببراءة النموذج الأولي لنول الطاقة خلال العام. شهد السير تشارلز ويتستون، مخترع، في وقت لاحق ظهور التركي بينما كان يملكه ماتسل. كما شاهد بعض آلات ماتسل المتحدثة، وقدم ماتسل في وقت لاحق عرضًا لآلات المتحدثة إلى الباحث وأبنه المراهق. حصل ألكسندر جراهام بيل على نسخة من كتاب من قبل كمبلن عن الآلات المتحدثة بعد إلهامه من رؤية آلة مماثلة بناها ويتستون. حيث ألهمت بيل إلى أول براءة ناجحة للهاتف.

### نظائر الإنترنت
في 2005، أطلقت أمازون دوت كوم التركي الآلي لأمازون. يقوم تطبيق برمجي قائم على الويب بتنسيق مهام البرمجة مع الذكاء البشري، مستوحاة جزئياً من الطريقة التي يعمل بها نظام التركي لكمبلن تم تصميم البرنامج، الذي لا يزال في مرحلة تجريبية، ليقوم بأداء مهام بشرية، مثل مقارنة الألوان، التي تعاني منها أجهزة الكمبيوتر.

## وصلات خارجية
- ذي تورك على موقع مباريات الشطرنج (الإنجليزية)
- ذي تورك على موقع 365Chess.com (الإنجليزية)